# Тибетская круглоголовка
Тибетская круглоголовка (лат. Phrynocephalus theobaldi) — представитель рода круглоголовок из семейства агамовых (Agamidae). Вид является эндемиком Тибетского нагорья и прилегающих горных хребтов.

## Описание
Общая длина достигает 10—12 см, из которых более половины составляет хвост. Сверху эта круглоголовка буровато-серого цвета с многочисленными темными и желто-белыми пятнами. С краев спины есть большие светлые пятна. Туловище небольшое, голова короткая, хвост тонкий и длинный. Короткие и крепкие лапы с мощными пальцами.

## Этимология
Видовое латинское название, theobaldi, дано в честь британского натуралиста Уильяма Теобальда.

## Географическое распространение
Ph. theobaldi встречается в восточном Туркестане и Тибете (автономных районах КНР: Синьцзян и Сицзан), на северо-востоке Пакистана и Индии (Ладакх), Непале.
Типовая местность — «Lake Chomoriri» = Цо-Морари, озеро на границе Ладакха и собственно Тибета (автономного района КНР, Сицзан).

## Подвиды
- Phrynocephalus theobaldi lidskii Tzarevsky, 1927
- Phrynocephalus theobaldi alticola Peters, 1984
- Phrynocephalus theobaldi zetangensis Wang et al., 1996

## Места обитания
Предпочтительными естественными местами обитания P. theobaldi являются высокогорные пустыни или степи с кустарником.

## Образ жизни
Живёт колониями. Прячется в собственных норах. Питается мелкими насекомыми.
Это живородящая ящерица. Самка рождает 1—2 детенышей.